# Земля Бунге
Земля́ Бу́нге (рос. Земля Бунге, якут. Бунге сирэ) — великий острів у Східносибірському морі, є частиною островів Анжу в складі Новосибірських островів. Територіально належить до Республіки Саха, Росія.
Площа острова становить 6200 км². Через неотектонічні процеси відбулося підняття морського дна, і в результаті, разом із Фадєєвським та Котельним островами, утворився один великий масив суходолу площею 23 165 км². Вони сполучені між собою, і відокремлюються тільки долинами річок, які раніше були протоками. Навесні, коли льоди в океані тануть і рівень води піднімається, ці острови стають окремими частинами.
Острів має неправильну видовжену дугову форму. Найвища точка — 58 м в центрі острова у височині Євсекю-Булгуннях. Острів вкритий пісками, які займають понад 75 % всієї площі. Природні ландшафти представляють піщану холодну пустелю. На півдні розміщується своєрідний півострів, який вирізняється густою мережею річок і озер та тундровою рослинністю.
Відкритий російським промисловцем Яковом Санніковим в 1811 році. У 1886 році на острів здійснив експедицію Олександр Андрійович Бунге, на честь якого він був і названий.

## Географія
Нижче подано повний перелік усіх географічних об'єктів, що розташовані на острові Земля Бунге.

### Височини
- Євсекю-Булгуннях — 58 м
- Землі Бунге височина — 14 м

### Озера
- Глибоке озеро
- Євсекю-Кюєль
- Карахастах
- Кочкувате озеро

### Річки
- Арха-Куба
- Кумахтах
- Плавниковий струмок
- Полярної Станції річка

### Затоки
- Велика губа
- Геденштрома затока
- Гнила губа
- Дорогоцінна губа
- Малигінців бухта